# Spyker Cars
Spyker Cars N.V. — нидерландский производитель эксклюзивных спортивных автомобилей (в основном ручной сборки).
26 января 2010 года компания Spyker выкупила шведскую автомобилестроительную фирму Saab Automobile AB у американской корпорации General Motors, в результате чего в июне 2011 года была сформирована компания с новым названием — Swedish Automobile N.V.

## История

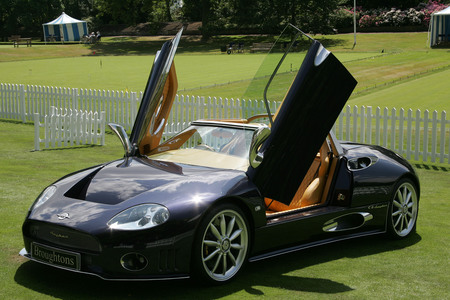
Spyker C8

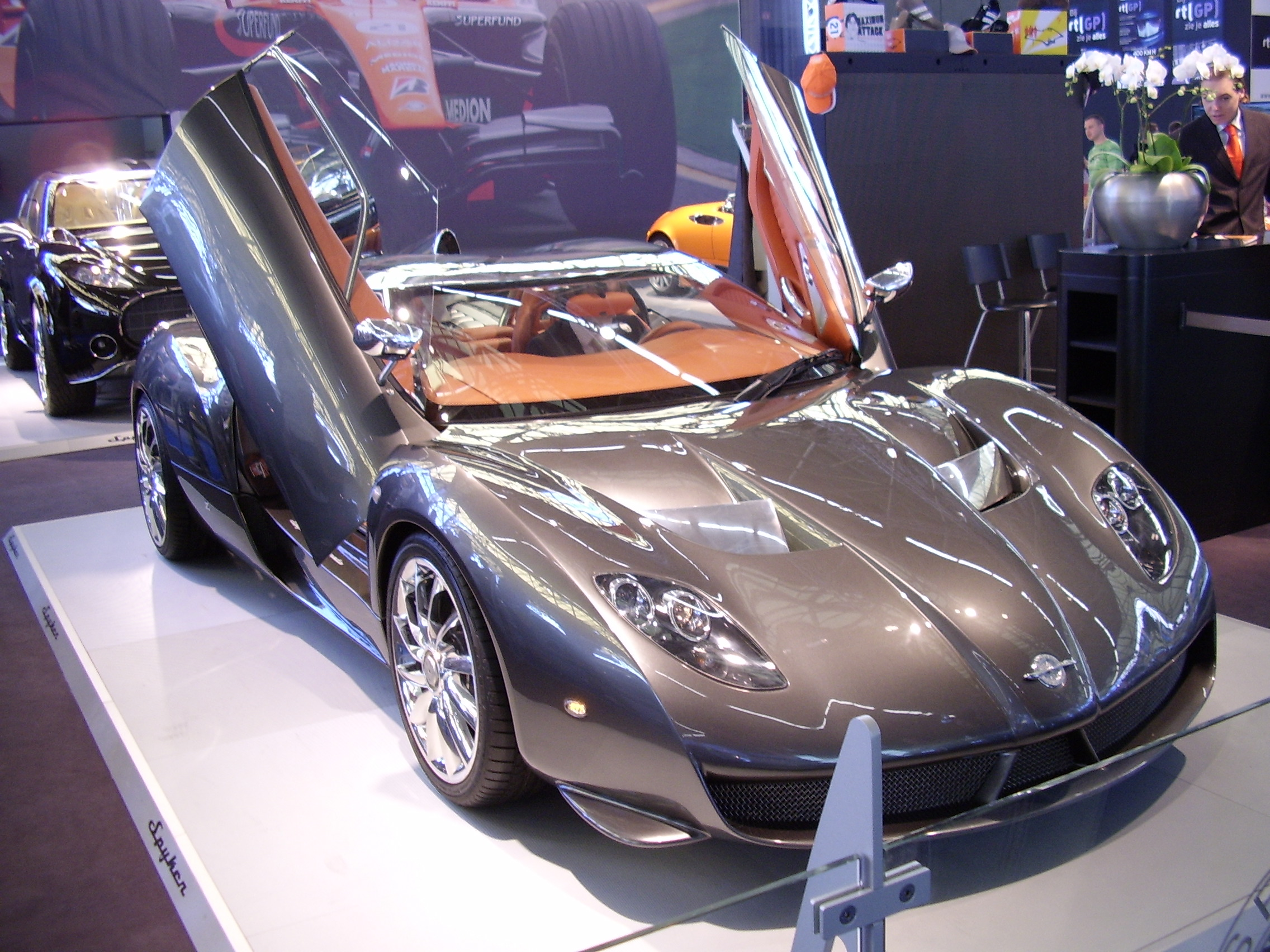
Spyker C12 Zagato

Современная компания Spyker исторически никак не связана с обанкротившейся в 1926 году нидерландской автомобильно-авиастроительной компанией «Spijker» (с 1903 года «Spyker»), кроме выкупленного в 1999 году права на торговую марку «Spyker», под которой в Нидерландах в 1898—1925 гг. выпускались легковые и грузовые автомобили. В 1915 году компания внедрила лозунг, который используется и поныне — 'Nulla tenaci invia est via', что в переводе с латыни можно перевести как «Дорогу осилит идущий». Во время Первой мировой войны компания Spyker, объединившись с Dutch Aircraft Factory N.V., также выпускала авиационную технику. Отсюда в её эмблеме и появились воздушный винт и автомобильное колесо.
Перерождённая компания была основана Виктором Мюллером (нидерл. Victor Muller) и Мартеном де Брёйном (нидерл. Maarten de Bruijn). И с 1 января 2000 года компания производит эксклюзивные спорткары (такие как C8 и C8 Laviolette). Прошлое Spyker по производству авиадвигателей нашло отражение в деталях их новых автомобилей и логотипа.

## Модельный ряд
- Spyker C8
  - C8 Laviolette
  - C8 Spyder (родстер)
  - C8 Spyder T (Turbo)
  - Spyker C8 Double 12 S (Langer Radstand)
  - Spyker C8 Aileron («Элерон» — намёк, как и у БМВ, на авиационное прошлое фирмы)
- Spyker C12
- Spyker B6 Venator («Охотник» по-латыни)

### Концепт-кары
- Spyker C12 Zagato
- Spyker D12 Peking-to-Paris
- Spyker C12 La Turbie

## Автоспорт

### Spyker F1
9 сентября 2006 года Spyker купили команду Мидланд у канадского бизнесмена Александра Шнайдера за 106,6 миллионов американских долларов.
В 2007 году команда была продана индийскому миллиардеру.

### Spyker Squadron
Spyker Squadron — команда для гонок на выносливость, таких как, 24 часа Ле-Мана, FIA GT и 12 часов Себринга.

## Продажи
| Год  | Всего       |
| ---- | ----------- |
| 2000 | 1           |
| 2001 | 2           |
| 2002 | 3           |
| 2003 | 12          |
| 2004 | 31          |
| 2005 | 48          |
| 2006 | 94          |
| 2007 | 26          |
| 2008 | 43          |
| 2009 | 36          |
| 2010 | «Ожидается» |
| 2011 | 12          |
| 2012 | 52          |
| 2013 | 2           |
| 2014 | 0           |